# Hélécine
Hélécine (en néerlandais Heilissem ou Heylissem, en wallon Élessene) est une commune francophone de Belgique située en Région wallonne dans la province du Brabant wallon, à mi-chemin entre Bruxelles et Liège.

## Géographie

### Sections de commune
La commune de Hélécine est formée le 1er janvier 1977 de la fusion de trois villages et anciennes communes.
| # | Nom           | Superf. (km²) | Habitants (2020) | Habitants par km² | Code INS |
| - | ------------- | ------------- | ---------------- | ----------------- | -------- |
| 1 | Neerheylissem | 7,87          | 2.269            | 288               | 25118A   |
| 2 | Opheylissem   | 5,08          | 872              | 172               | 25118B   |
| 3 | Linsmeau      | 4,03          | 502              | 125               | 25118C   |

### Communes limitrophes
| Hoegaarden | Tirlemont - Landen |                   |
| Hoegaarden | Hélécine           | Lincent et Hannut |
|            | Jodoigne           | Orp-Jauche        |

## Démographie

### Démographie: Commune fusionnée
En tenant compte des anciennes communes entraînées dans la fusion de communes de 1977, on peut dresser l'évolution suivante:
Les chiffres des années 1831 à 1970 tiennent compte des chiffres des anciennes communes fusionnées.
- Source: DGS , de 1831 à 1981=recensements population; à partir de 1990 = nombre d'habitants chaque 1 janvier[4]

## Histoire

### Liste des seigneurs d'Heylissem
- Henri II de Velpen († 1347), dit aussi Henri II Éveraerts[5], seigneur de Velp, Heylissem et Heverlee, marié avec Cécile van Goetsenhoven ;
- Éveraert de Velpen, fils de Henri II, écuyer, seigneur de Opvelp, de Neervelp, d'Heylissem et d'Heverlee.

## Héraldique
|  | La commune possède des armoiries qui lui été octroyées le 30 avril 1999. Ce sont les armoiries des seigneurs de Linsmeau qui ont dirigé le village de Linsmeau pendant une très longue période au Moyen Âge. Blasonnement : D'argent à trois étriers de gueules liés d'or, au franc-quartier de gueules à la bande d'argent. Source du blasonnement : Heraldy of the World. |

## Politique et administration

### Conseil et collège communal 2024-2030
Ci-dessous, le tableau des résultats des élections communales de 2024.
| Parti | Parti                | Voix (2024) | Voix (2018) | % (2024) | % (2018) | +/-     | Sièges | +/- | Collège |
| ----- | -------------------- | ----------- | ----------- | -------- | -------- | ------- | ------ | --- | ------- |
|       | Liste du Bourgmestre | 1.246       | -           | 51,68%   | -        | 0.0 %   | 7 / 13 | 7.0 | Oui     |
|       | OCH                  | 1.165       | 848         | 48,32%   | 36,73%   | 11.59 % | 6 / 13 | 1.0 | Non     |
|       | UC                   | -           | 1.403       | -        | 60,76%   | 0.0 %   | - / 13 | 8.0 | Non     |
|       | C.H                  | -           | 58          | -        | 2,51%    | 0.0 %   | - / 13 | 0.0 | Non     |
| Total | Total                | 2 411       | 2 309       | 100 %    | 100 %    |         | 13     |     |         |

| Collège communal   |                  |                                    |
| ------------------ | ---------------- | ---------------------------------- |
| Bourgmestre        | Pascal Collin    | MR - Liste du Bourgmestre          |
| 1er Échevine       | Marie-Laure Maes | MR - Liste du Bourgmestre          |
| 2e Échevin         | Axel Schepers    | MR - Liste du Bourgmestre          |
| 3e Échevin         | Christophe Brees | Les Engagés - Liste du Bourgmestre |
| Présidente du CPAS | Carine Petre     | MR - Liste du Bourgmestre          |

## Patrimoine et culture

### Lieux et monuments
- Liste du patrimoine immobilier classé de Hélécine.
- Église Saint-Sulpice de Neerheylissem.
- Chapelle Notre-Dame de la Colombe (Linsmeau).

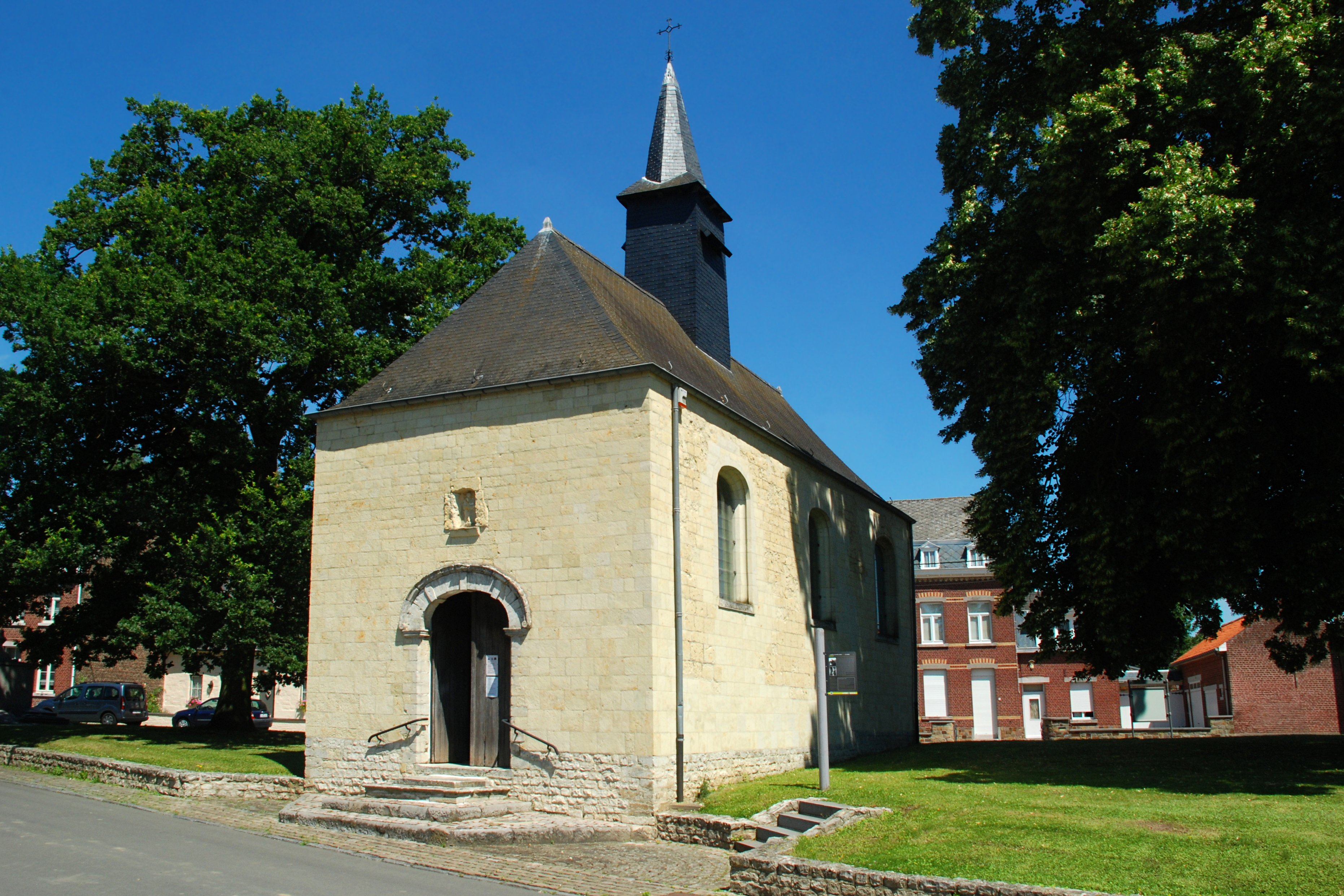
Chapelle Notre-Dame de la Colombe.
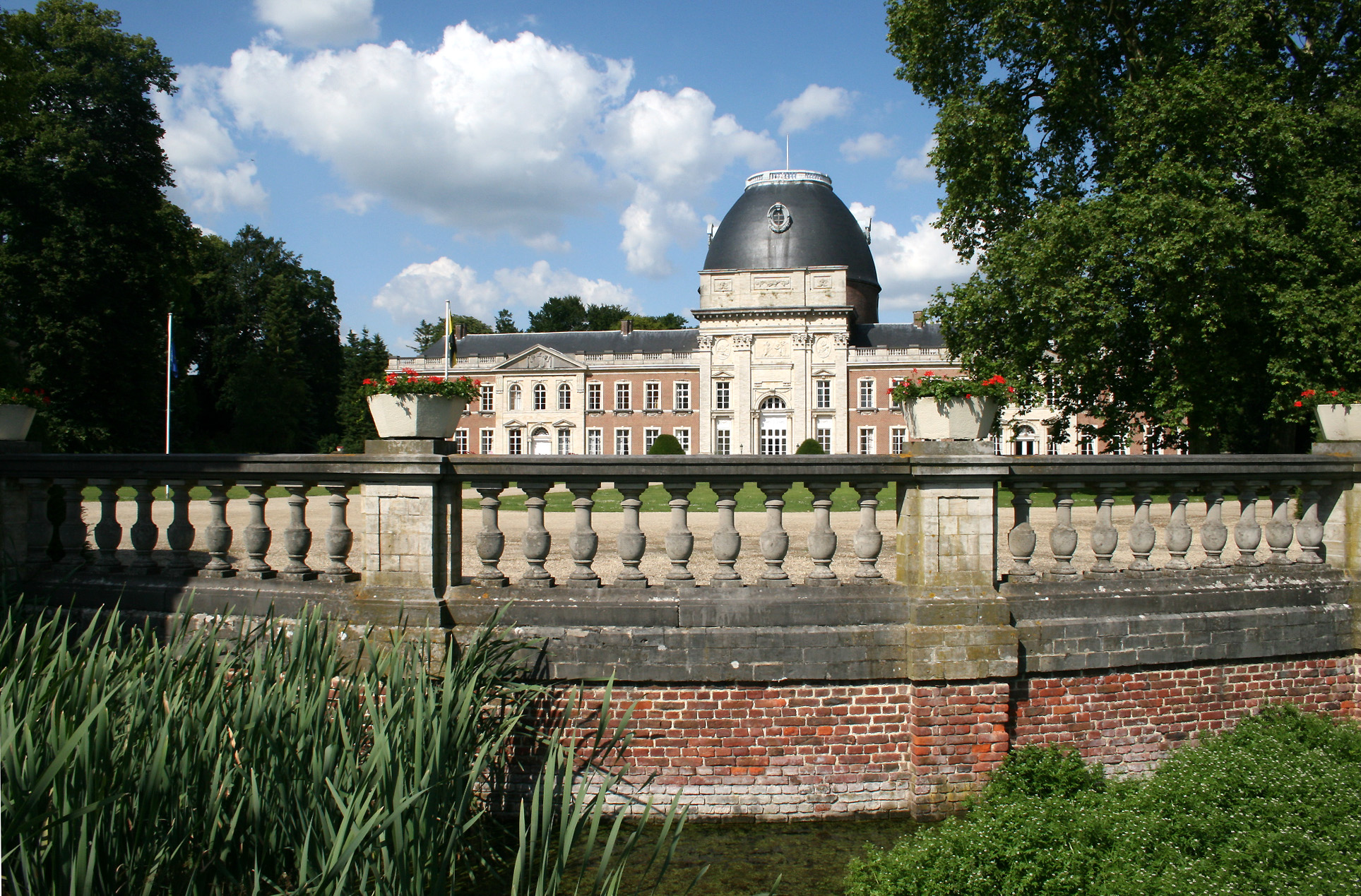
Ailes de la prélature et tour de l'église de l'ancienne abbaye (1760-1780) à Opheylissem, œuvre de Laurent-Benoît Dewez.
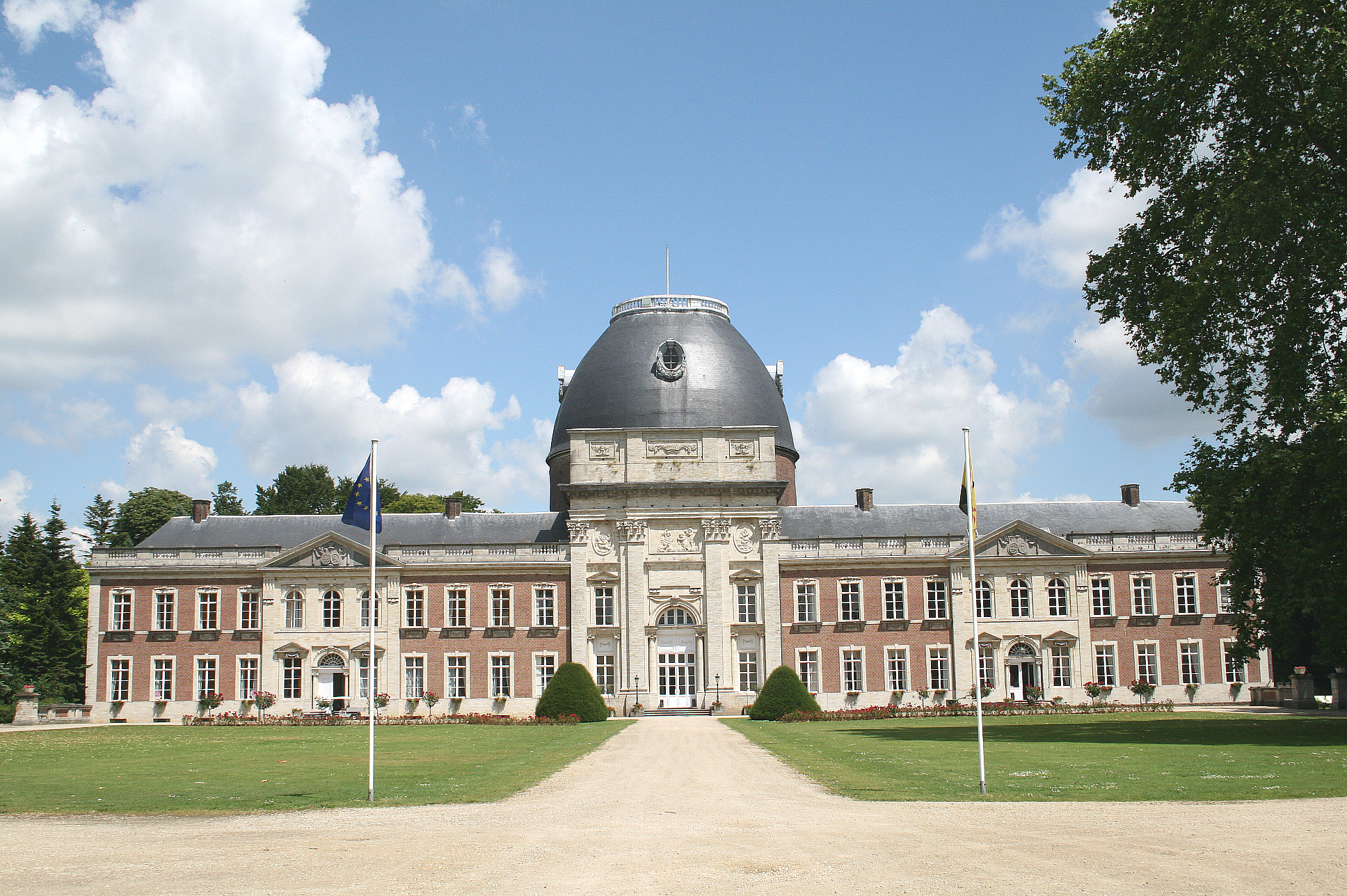
Château d'Opheylissem, ancienne abbaye.
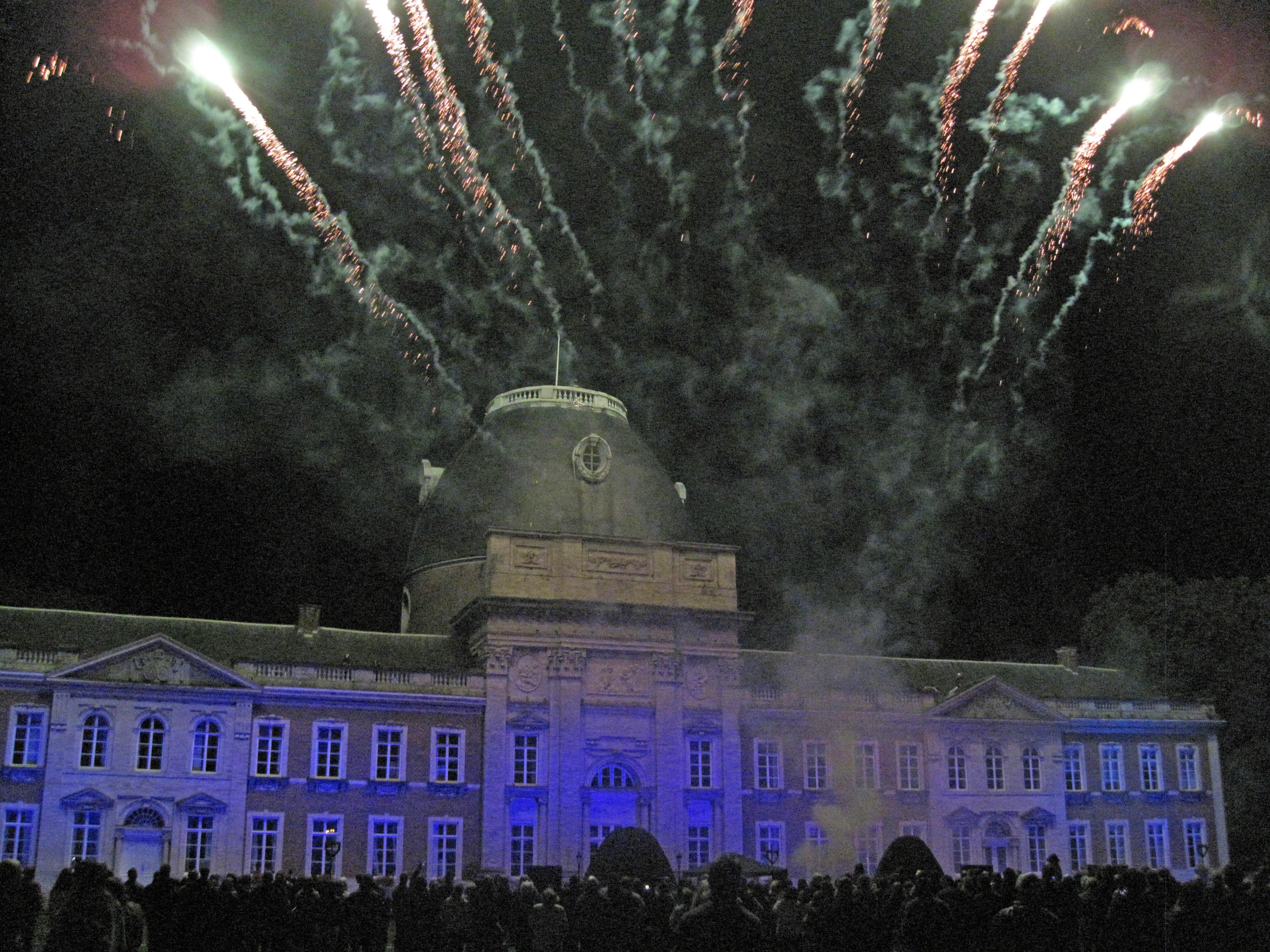
Spectacle au parc le 27. 08. 2011.

### Culture

#### Pèlerinage de Compostelle
Hélécine est la première étape wallonne sur la Via Gallia Belgica du pèlerinage de Saint-Jacques-de-Compostelle, qui se prolonge par la via Turonensis en France. L'étape notable suivante est Jodoigne.

#### Fêtes et traditions
À la laetare (mi-carême), se déroule un célèbre carnaval, de type rhénan (avec des princes carnaval).